# Rue d'Oradour-sur-Glane
La rue d’Oradour-sur-Glane est une voie du 15e arrondissement de Paris, en France.

## Situation et accès
La rue d’Oradour-sur-Glane est une voie située dans le 15e arrondissement de Paris. Elle débute rue de la Porte-d’Issy et se termine au carrefour de l'avenue Ernest-Renan et de la rue Ernest-Renan à Issy-les-Moulineaux.
La rue est parallèle au boulevard périphérique au nord et marque la limite communale avec Issy-les-Moulineaux au sud. Sur son emprise sont implantées les voies de la ligne 2 du tramway ainsi que la station Porte d'Issy.

## Origine du nom

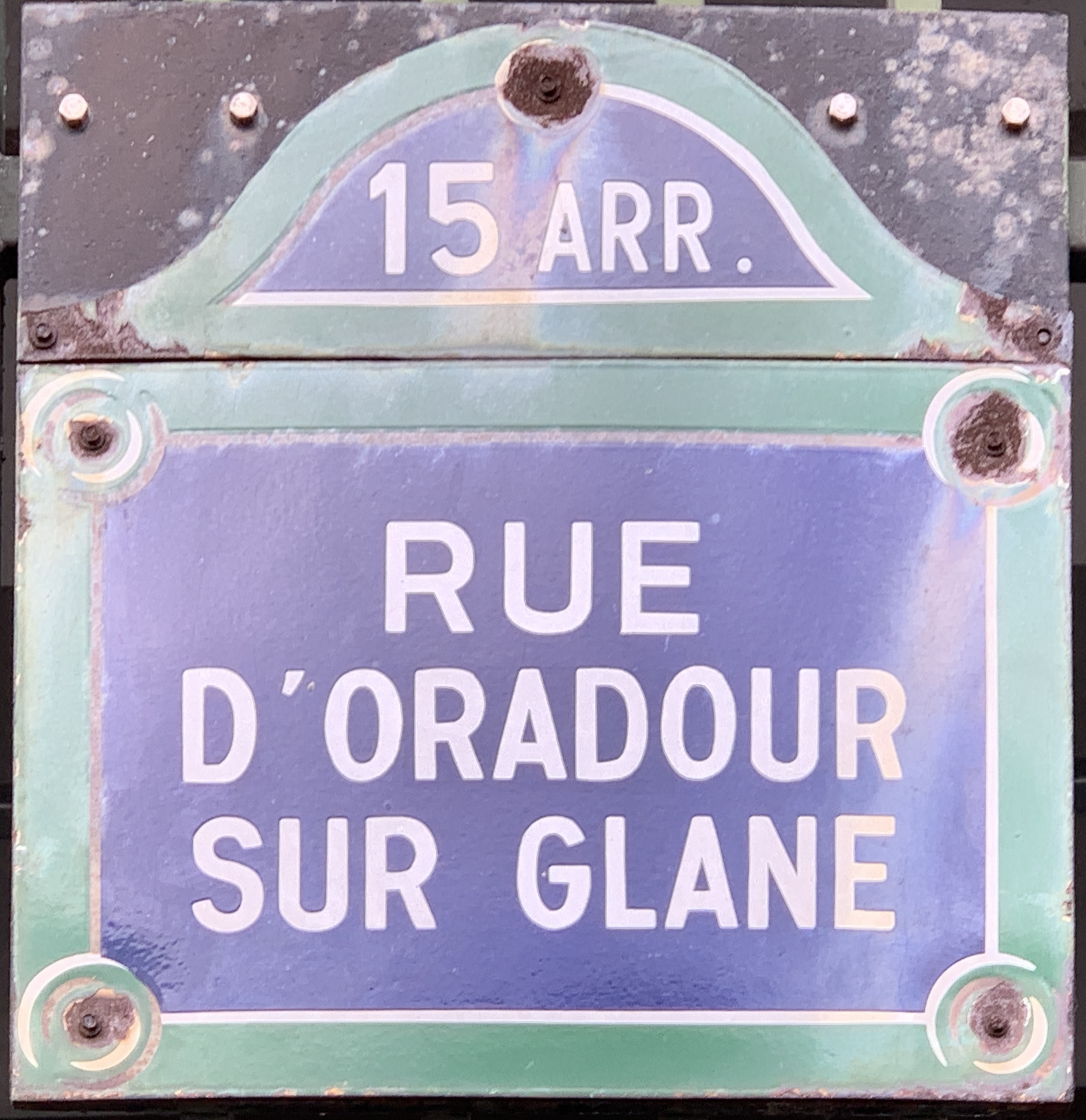
Plaque de la rue.

Cette voie rend hommage à Oradour-sur-Glane, commune de la Haute-Vienne (Limousin) détruite par les Allemands avec sa population le 10 juin 1944.

## Historique
Cette voie a été ouverte en 1941 sur l’ancien territoire de la commune d’Issy-les-Moulineaux annexé par Paris par décret du 3 avril 1925 et a reçu son nom actuel par arrêté du 28 octobre 1954.

## Bâtiments remarquables et lieux de mémoire
- No 12 : siège du groupe NextRadioTV, où sont présentes ses filiales BFM TV, BFM PARIS, BFM BUSINESS, RMC SPORT, RMC, RMC DECOUVERTE, GROUPE 01, et a auparavant servi de siège à Canal J, La Chaîne Météo, Game One et TiJi.
- No 24 : siège de MFP (Multimédia France Production). Société de production de télévision française créée en 1986, filiale du groupe public France Télévisions. Elle a pris son nom actuel en 2001. Elle produit des programmes de tout genre pour la télévision (fiction, magazines, documentaires…) et réalise le doublage et le sous-titrage des programmes du groupe ou de l'extérieur. Elle a également pour mission de rendre les programmes accessibles aux personnes handicapées via le sous-titrage pour sourds et malentendants et l'audiodescription.